# 湖南银行
湖南银行，原称华融湘江银行，是中国的一家区域性股份制商业银行，总部位于湖南省长沙市天心区。

## 历史
2010年10月12日，由中国华融资产管理股份有限公司注资控股占50.98%，以原株洲市商业银行、湘潭市商业银行、衡阳市商业银行、岳阳市商业银行、邵阳市城市信用社为基础成立华融湘江银行。
目前，拥有14家分行和1个营业部，189个营业网点。主要为中小企业提供贷款服务。
2020年2月10日，中国人民银行长沙中心支行向长沙银行、华融湘江银行、长沙农商银行发放专项再贷款20亿元，用于支持其对全省疫情防控重点企业发放优惠利率贷款。
2021年11月17日，中国华融发布公告称，该公司董事会宣布拟将持有的华融湘江银行40.53%股权对外公开转让。
2022年11月16日，华融湘江银行发布公告更名为湖南银行。

### 图库

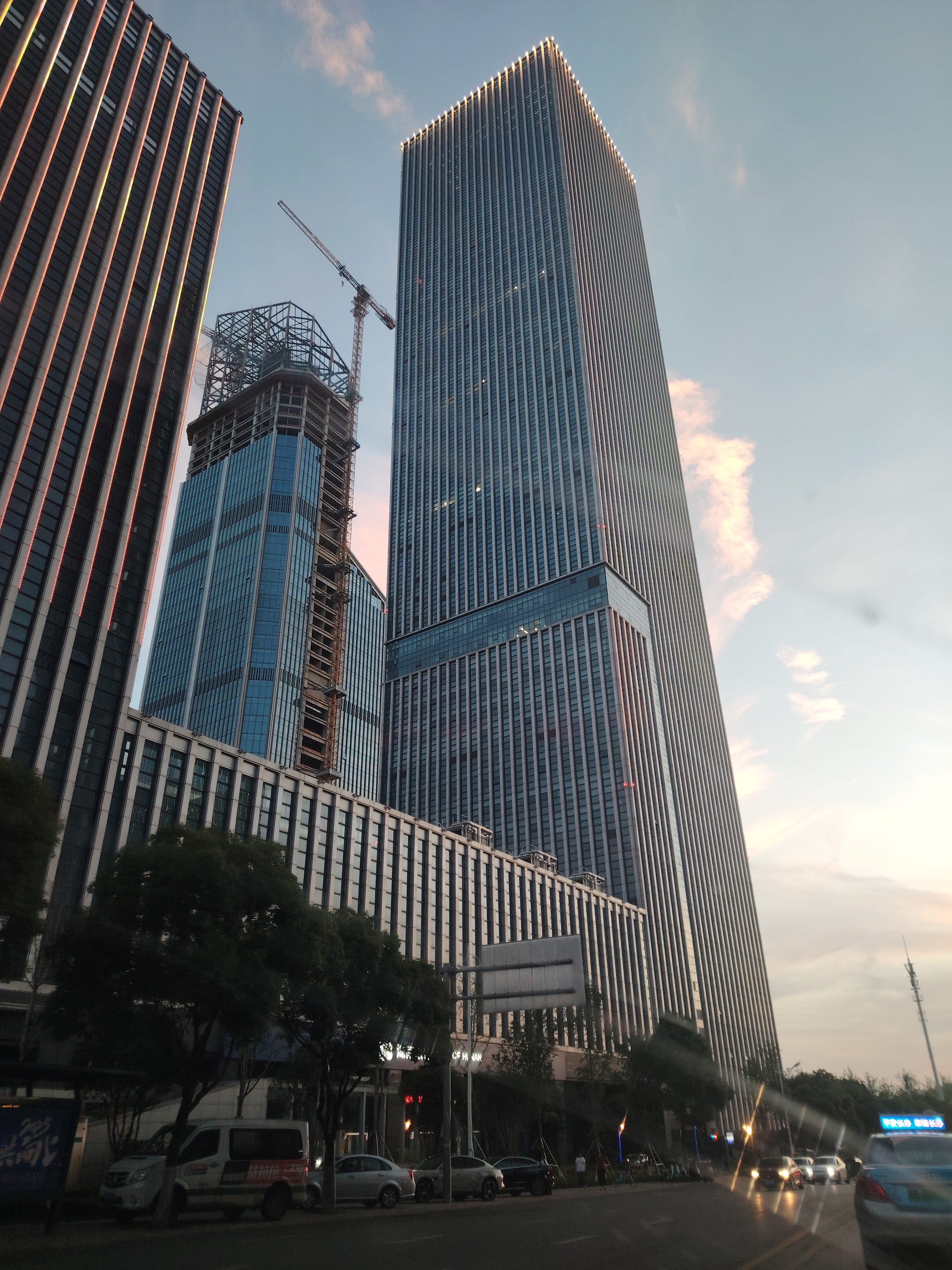
总行大楼
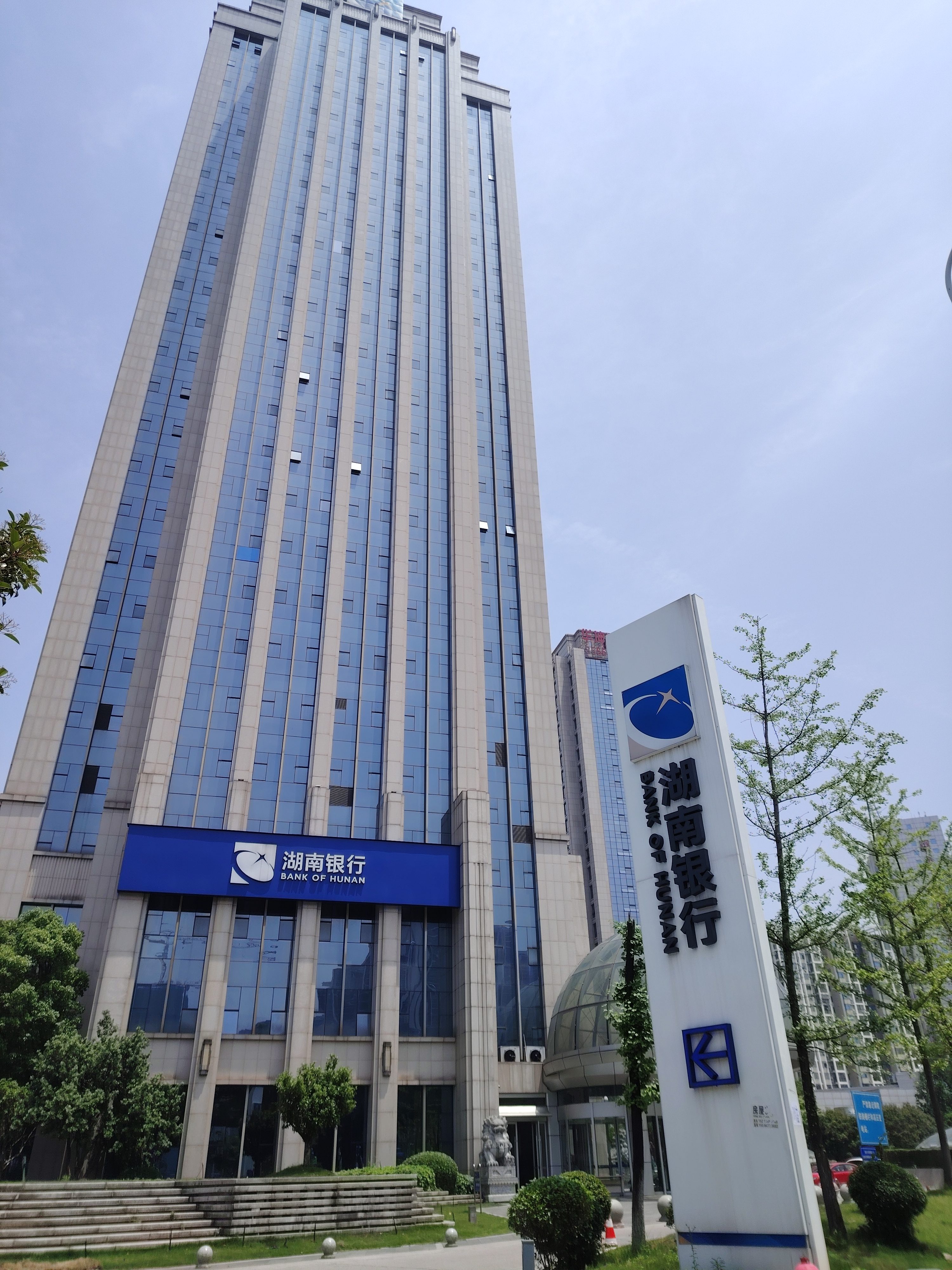
长沙分行大楼（原华融时期总行）
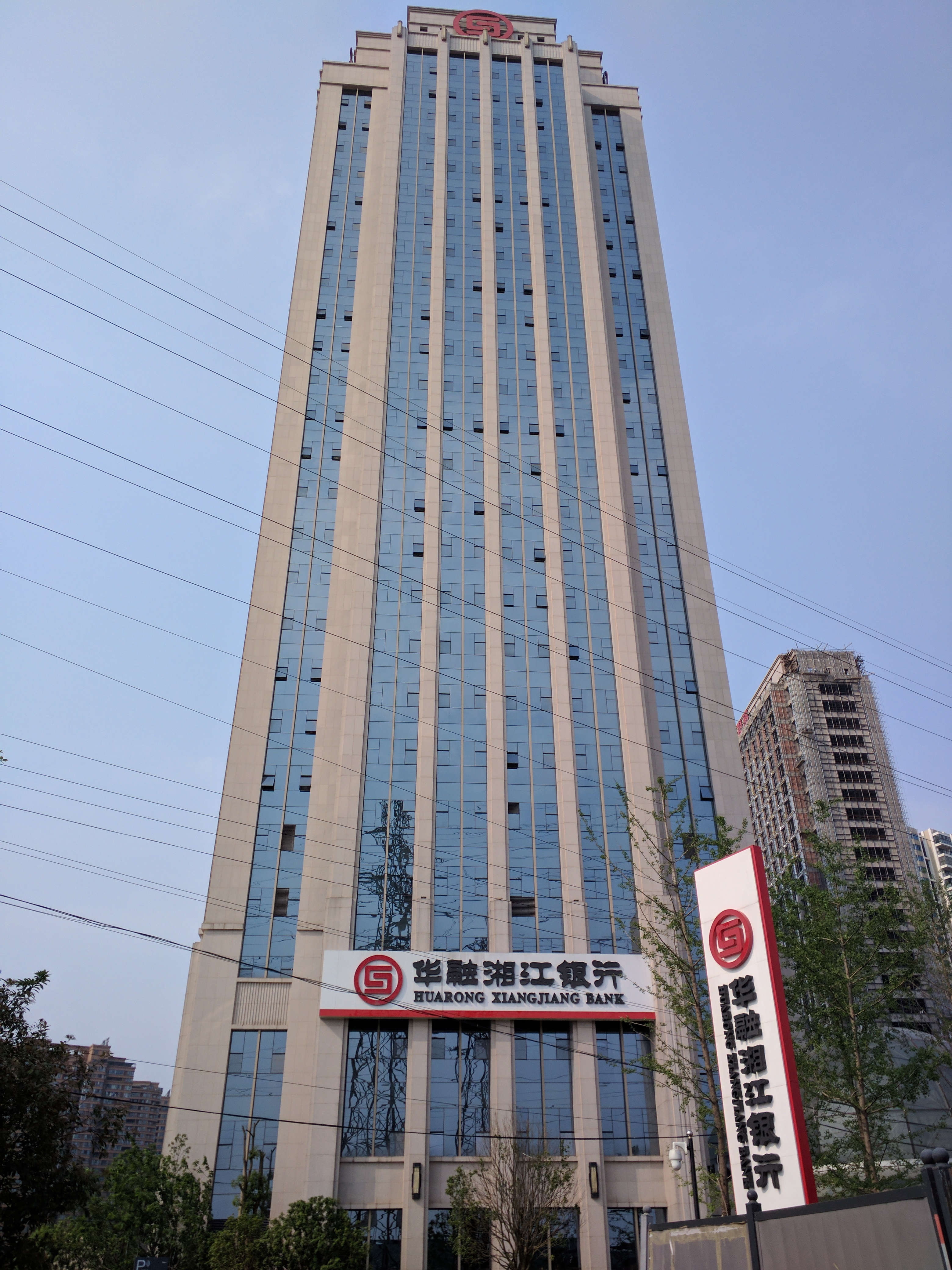
华融湘江银行时期总行

## 外部連結
- 華融湘江銀行（页面存档备份，存于）